# Harder, Better, Faster, Stronger
Harder, Better, Faster, Stronger è un singolo del gruppo musicale francese Daft Punk, pubblicato il 23 ottobre 2001 come quarto estratto dal secondo album in studio Discovery.

## Descrizione
Il brano è cantato dal duo stesso ed è basato su un campionamento di Cola Bottle Baby di Edwin Birdsong.
Nel 2003 è stato incluso nella colonna sonora di Interstella 5555, film d'animazione giapponese musicato interamente dai Daft Punk, mentre nel 2007 è stato campionato da Kanye West per il suo singolo Stronger.

## Tracce
Testi e musiche di Thomas Bangalter, Guy-Manuel de Homem-Christo e Edwin Birdsong.
CD (Australia, Francia), download digitale
1. Harder Better Faster Stronger (Album Version) – 3:44
2. Harder Better Faster Stronger (Breakers Break Remix) – 4:37
3. Harder Better Faster Stronger (The Neptunes Remix) – 5:13
4. Harder Better Faster Stronger (Pete Heller's Stylus Mix) – 9:19

CD (Giappone)
1. Harder Better Faster Stronger (Album Version) – 3:45
2. Harder Better Faster Stronger (Breakers Break Remix) – 4:37
3. Harder Better Faster Stronger (The Neptunes Remix) – 5:11
4. Harder Better Faster Stronger (Pete Heller's Stylus Mix) – 9:12
5. Aerodynamic (Slum Village Remix) – 3:35
6. Harder Better Faster Stronger (The Neptunes Instrumental) – 5:11

12" (Europa)
- Lato A

1. Harder Better Faster Stronger (Album Version) – 3:44
2. Harder Better Faster Stronger (Breakers Break Remix) – 4:37

- Lato B

1. Harder Better Faster Stronger (Pete Heller's Stylus Mix) – 9:19

12" (Europa) – Hip Hop Remixes
- Lato A

1. Harder Better Faster Stronger (Album Version) – 3:44
2. Harder Better Faster Stronger (The Neptunes Remix) – 5:13
3. Harder Better Faster Stronger (The Neptunes A Cappella) – 5:13

- Lato B

1. Harder Better Faster Stronger (The Neptunes Instrumental) – 5:13
2. Harder Better Faster Stronger (The Neptunes Beats) – 5:13
3. Aerodynamic (Slum Village Remix) – 3:35

12" (Stati Uniti)
- Lato A

1. Harder Better Faster Stronger (Pete Heller's Stylus Mix) – 9:12
2. Harder Better Faster Stronger (Breakers Break Remix) – 4:37

- Lato B

1. Harder Better Faster Stronger (The Neptunes Remix) – 5:13
2. Harder Better Faster Stronger (Album Edit) – 3:15
3. Harder Better Faster Stronger (Pete Heller's Deeper Dub) – 7:06

## Classifiche
| Classifica (2001)        | Posizione massima |
| ------------------------ | ----------------- |
| Belgio (Fiandre)         | 58                |
| Belgio (Fiandre)         | 38                |
| Francia                  | 17                |
| Italia                   | 42                |
| Regno Unito              | 25                |
| Regno Unito (dance)      | 3                 |
| Stati Uniti (dance club) | 3                 |
| Svizzera                 | 70                |

## Harder Better Faster Stronger (Alive 2007)
Il 15 ottobre 2007 i Daft Punk hanno pubblicato una versione dal vivo del brano come unico singolo estratto dal secondo album dal vivo Alive 2007.

### Tracce
Download digitale
1. Harder Better Faster Stronger (Alive 2007 (Radio Edit) – 3:24

CD (Europa)
1. Harder Better Faster Stronger (Alive 2007) (Radio Edit) – 3:34
2. Harder Better Faster Stronger (Alive 2007) (Extended) – 4:43
3. Harder Better Faster Stronger (Alive 2007) (Video Edit) – 3:25 – video

### Classifiche
| Classifica (2007) | Posizione massima |
| ----------------- | ----------------- |
| Australia         | 43                |
| Austria           | 58                |
| Belgio (Fiandre)  | 16                |
| Belgio (Vallonia) | 17                |
| Francia           | 19                |
| Svizzera          | 50                |